# Karl-Heinz Werner (judoka)
Karl-Heinz Werner (ur. 17 września 1949 w Rodewisch) – wschodnioniemiecki judoka. Olimpijczyk z Monachium 1972, gdzie zajął jedenaste miejsce w wadze lekkiej.
Uczestnik mistrzostw świata w 1971 i 1973. Zdobył pięć medali na mistrzostwach Europy w latach 1970–1974.

## Letnie Igrzyska Olimpijskie 1972
| Konkurencja | Rundy eliminacyjne        | Rundy eliminacyjne         | Rundy eliminacyjne     | Klas. końcowa |
| Konkurencja | 1/32                      | 1/16                       | 1/4                    | Miejsce       |
| ----------- | ------------------------- | -------------------------- | ---------------------- | ------------- |
| 63 kg       | Moustafa Belhmira (MAR) Z | Gustaaf Lauwereins (BEL) Z | Wolfram Koppen (FRG) P | 11.           |